# 関ヶ原メナードランド
関ヶ原メナードランド（せきがはらメナードランド）は、岐阜県不破郡関ケ原町大字玉1407-65番地にかつて存在していた遊園地。

## 概要
元々当地には、戦前に第9師団歩兵第19連隊管理下の名古屋陸軍兵器補給廠関ケ原分廠（通称：玉の火薬庫）が設けられ、半地下式の火薬庫が並んでいた。
1972年（昭和47年）11月27日開業。当初は乗馬とアーチェリーの施設だった。
オープン後にジェットコースター、大観覧車、迷路、ゴーカートなどを設置。化粧品製造販売業の日本メナード化粧品の子会社である株式会社メナード関ヶ原ランドがこの施設を運営した（最終的な資本金は1450万円）。土地は自社所有。敷地面積は約180,000平方メートルで20種ほどのアトラクションが設けられていた。入場料は大人1,000円で、園内の乗り物に乗るにはこれとは別に料金が必要だった(ゴールデンウィークや夏休み期間など、不定期に入場料のみの「遊び放題」になることもあった)。また、東海地方最大級の屋外スケートリンク「関ヶ原メナード国際スケートセンター」を併設していた。かつての火薬庫も一部が遊戯施設に転用されていた。
1970年代から1980年代には、中京広域圏を対象に同施設のテレビCMが活発に放送された。入場者数のピークは1989年（平成元年）で年間約24万人が来場した。
しかし、1995年（平成7年）頃から入場者数は低落傾向になり、2000年には15万人前後にまで減少した。
2000年（平成12年）10月1日から「全面改装」の名目で休園し、リニューアルオープンを目指したが、翌2001年（平成13年）1月31日、一度も再開されることなくそのまま閉園された。施設は事務所棟部分が一部残されていたが、2010年（平成22年）になってすべて解体された。以後跡地は更地のままになっており、跡地の利用に関しては未定である。

## 主な施設
- 大観覧車スカイウォーク
- ジェットコースター
- パラトルーパー
- メリーゴーランド
- 弁慶号豆汽車
- トップスインガー
- ローリングコースター
- コロンブス号
- アラビアンメリー

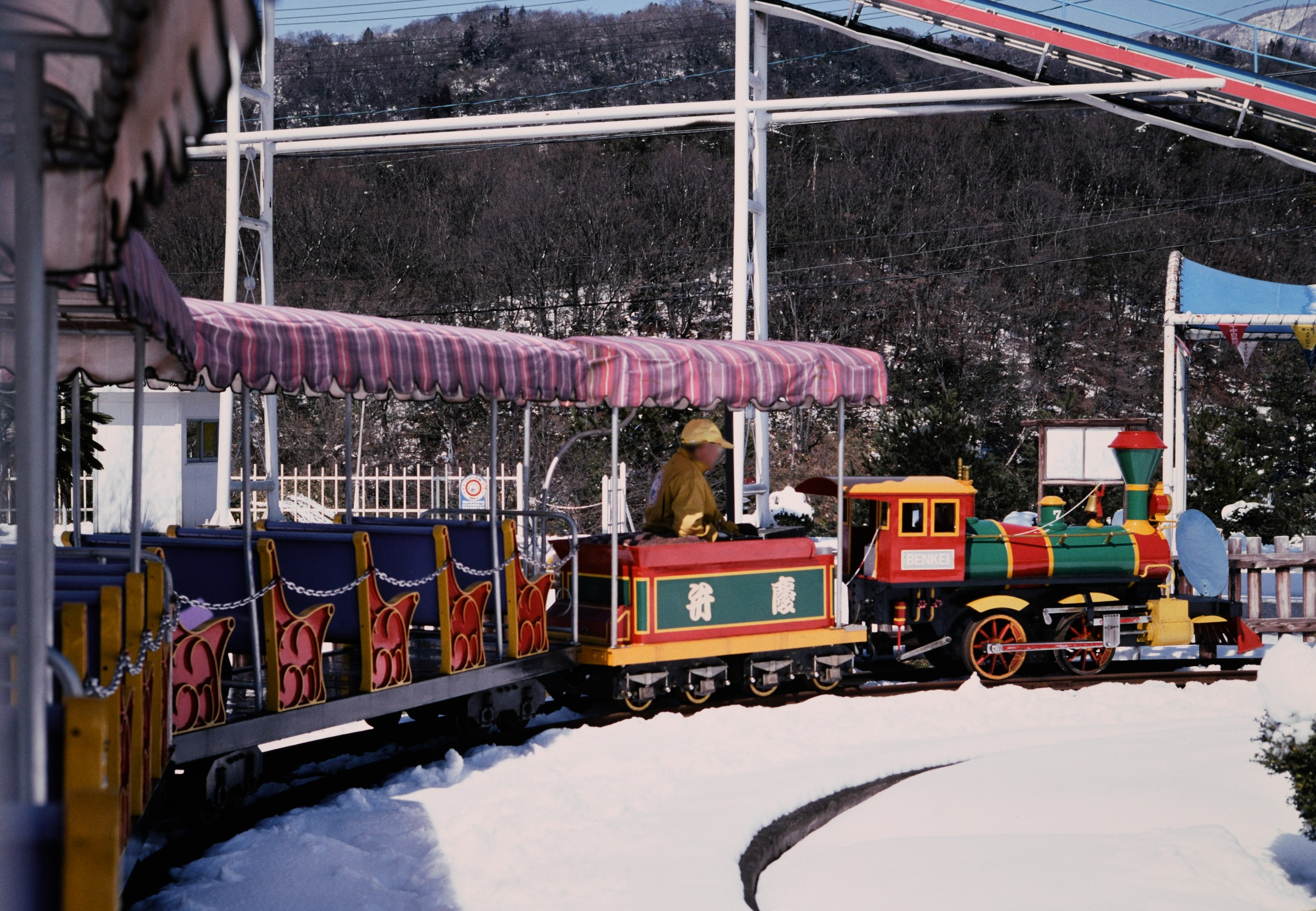
弁慶号（1996年3月撮影）

- ゴーカート（一人乗りタイプ/二人乗りタイプ）
- スーパーカー
- 回転ボート
- 悪魔の城
- トランポリン
- 飛行塔
- バズーカ砲
- 忍者屋敷
- こどもアートハウス - 女優・陶芸家の結城美栄子が手掛けた陶人形を展示していた。
- スケート場（メナード国際スケートセンター） - メナードランド閉園後も、『関ヶ原 Live Wars』というロック・フェスティバルを行うなど営業を継続。1999年（平成11年）には野猿、2000年（平成12年）にはシャ乱Qが出演した。入場料は大人1500円、1周330メートル、幅13メートル、午前9時から午後5時まで営業していた。
- スケートレストラン（直営/客席数200）
- メナードレストラン（委託/客席数70）

※遊具委託運営業者：株式会社サノヤス、名邦エンジニアリング、ヒシノ明昌
※出典：全国レジャーランド名鑑1996 

## 入場料
- 大人　1,000円
- 小人　　800円
- 幼児　　600円

## 開園時間
- 午前9時30分 - 午後5時

## 休園日
- 毎週木曜日（※春・夏休み期間と祝日、冬季を除く）

## マスコットキャラクター
- うさぎのメナちゃん（雄、雌、合計2体）

## アクセス
- JR東海道本線 関ケ原駅から徒歩20分